# الإمبريالية الغربية في آسيا
الإمبريالية الغربية في آسيا تشير إلى احتلال أوروبا الغربية في آسيا لمناطق، بداية باحتلال ما كانت تُسمى سابقاً جزر الهند الشرقية. هذا الشيء حدث  في وقت مبكر من القرن ال15 من خلال البحث عن طرق التجارة إلى الصين التي أدت مباشرة إلى عصر الاستكشاف, و بداية أوائل الحرب الحديثة في ما كان يسمى الشرق الأقصى. وبحلول أوائل القرن 16، أدت الاكتشافات الأوروبية إلى توسع كبير لأوروبا الغربية وزيادة تأثيرها في تجارة التوابل في ظل الاستعمار. كان هناك حضور من أوروبا الغربية من خلال الإمبراطوريات الاستعمارية و الامبريالية في آسيا طوال ستة قرون من الاستعمار، والذي انتهى رسميا مع استقلال آخر الأماكن التي احتلتها الإمبراطورية البرتغالية، وهي تيمور الشرقية  عام 2002. وقد عظمت هذه  الإمبراطوريات الاحتلالية من المفاهيم الغربية عن  الأمة والدولة المتعددة القوميات. 
التوجهات الأوروبية للسيطرة السياسية  والتجارة والثقافة في آسيا أدت إلى تزايد التجارة في السلع، والتي كانت مفتاح التنمية في صعود اقتصاد السوق الحرة في العصر الحديث . في القرن 16 ، كسر  البرتغاليون  احتكار العرب والإيطاليين للتجارة بين آسيا و أوروبا من خلال اكتشاف الطريق البحري إلى الهند حول رأس الرجاء الصالح. ومع صعود ووصول  منافس البرتغاليين، شركة الهند الشرقية الهولندية, فإن النقوذ البرتغالي في آسيا بدأ بالإضمحلال تدريجياً.وقد أنشأ الهولنديون من خلال جيوشهم القواعد الأولى المستقلة في الشرق؛ وكان أهمها في باتافيا؛ حيث المقر المحصن لشركة الهند الشرقية الهولندية، ثم بين 1640 و 1660 استطاع الهولندية احتلال كل من ملقا وسيلان وبعض الموانئ الهندية الجنوبية ، كذلك سيطروا على التجارة المربحة للبرتغاليين مع اليابان.  في وقت لاحق, أنشأت كل  من لإمبراطوريتين الإنجليزية و الفرنسية المستوطنات في الهند و أنشأتا تجارة مع الصين، كما أدى إلى الاستحواذ تدريجيا والتفوق  على الهولنديين واحترامهم. و عقب نهاية حرب السنوات السبع في عام 1763 استطاع البريطانيون أن يتخلصوا من النفوذ الفرنسي في الهند؛ إذ  أنشأت بريطانيا شركة الهند الشرقية البريطانية؛ لتكون أهم قوة سياسية في شبه القارة الهندية.
ظل الطلب على السلع الشرقية مثل البورسلان، والحرير، والتوابل، والشاي القوة الدافعة وراء الإمبريالية الأوروبية؛ وذلك قبل الثورة الصناعية في منتصف القرن التاسع عشر وحتى أواخره. ظلت حصة أوروبا الغربية في آسيا محصورة إلى حد كبير في المحطات التجارية والقواعد الأمامية الاستراتيجية الضرورية لحماية التجارة. أدى التصنيع إلى زيادة كبيرة في الطلب الأوروبي على المواد الخام الآسيوية، إلى جانب الكساد الطويل الحاد في سبعينيات القرن التاسع عشر، مما أدى إلى اندفاع نحو أسواق جديدة للمنتجات الصناعية الأوروبية والخدمات المالية في أفريقيا، والأمريكتين، وأوروبا الشرقية، وخاصة في آسيا. تزامن هذا التدافع مع حقبة جديدة في التوسع الاستعماري العالمي المعروف باسم «الإمبريالية الجديدة»؛ والتي شهدت تحولًا في التركيز من التجارة والحكم غير المباشر إلى السيطرة الاستعمارية الرسمية على أقاليم ما وراء البحار الشاسعة، التي حُكِمت باعتبارها امتدادات سياسية لبلدانهم الأم.
أضافت المملكة المتحدة وفرنسا وهولندا، أي القوى الاستعمارية القائمة في آسيا، إلى إمبراطورياتهم مساحات شاسعة من الأراضي في الشرق الأوسط وشبه القارة الهندية وجنوب شرق آسيا؛ وذلك بين سبعينيات القرن التاسع عشر وبداية الحرب العالمية الأولى في عام 1914. ظهرت إمبراطورية اليابان، بعد استعراش مييجي، والإمبراطورية الألمانية، بعد نهاية الحرب الفرنسية البروسية في عام 1871، والإمبراطورية الروسية والولايات المتحدة، في أعقاب الحرب الإسبانية الأمريكية في عام 1898، في نفس الفترة وبسرعة كقوى إمبريالية جديدة في شرق آسيا ومنطقة المحيط الهادئ.
دارت الحرب العالمية الأولى والحرب العالمية الثانية في آسيا على أنهما صراعين بين العديد من القوى الإمبريالية الرئيسية؛ وذلك إلى جانب صراعات شاركت فيها القوى الأوروبية مع روسيا والقوتين الصاعدتين الأمريكية واليابانية. لم يكن لدى أي من القوى الاستعمارية الموارد اللازمة لمقاومة ضغوط كل من الحربين العالميتين والحفاظ على حكمها المباشر في آسيا. اعترضت الحرب الباردة إنهاء الاستعمار، وذلك على الرغم من أن الحركات القومية في جميع أنحاء العالم الاستعماري أدت إلى الاستقلال السياسي لجميع مستعمرات آسيا المتبقية تقريبًا. ظل جنوب شرق آسيا، وجنوب آسيا، والشرق الأوسط، وشرق آسيا جزءًا لا يتجزأ من نظام اقتصادي ومالي وعسكري عالمي تتنافس فيه القوى العظمى لبسط نفوذها. قلل التطور الاقتصادي السريع في فترة ما بعد الحرب وبروز الدول المتقدمة الصناعية في تايوان، وسنغافورة، وكوريا الجنوبية، واليابان، والدول النامية في الهند، وجمهورية الصين الشعبية وإقليمها المتمتع بالحكم الذاتي في هونغ كونغ، إلى جانب انهيار الاتحاد السوفيتي، بشكل كبير من نفوذ أوروبا الغربية في آسيا. استمر تأثير الولايات المتحدة في القواعد التجارية والعسكرية في آسيا.

## الإمبريالية الأمريكية في آسيا
دعا بعض الأمريكيين في القرن التاسع عشر إلى ضم تايوان من الصين. هاجم التايوانيون الأصليون وذبحوا البحارة الغربيين المنكوبين في السفن أحيانًا. هاجم التايوانيون الأصليون البحارة الأمريكيين الغرقى أثناء حادثة روفر في عام 1867، مما أسفر عن مقتل الطاقم بأكمله. هزموا بعدها حملة انتقامية نفذها الجيش الأمريكي، وقتلوا أمريكيًا آخر خلال المعركة.
وجدت إسبانيا، إحدى أقدم قوتين إمبرياليتين غربيتين في المنطقتين، صعوبة متزايدة في الحفاظ على السيطرة على الأراضي التي كانت تسيطر عليها في المناطق منذ القرن السادس عشر؛ وذلك مع بروز الولايات المتحدة كقوة إمبريالية جديدة في المحيط الهادئ وآسيا. اندلعت ثورة واسعة النطاق ضد الحكم الإسباني في الفلبين في عام 1896. شكلت السلسلة الأخيرة من المكاسب الإقليمية للولايات المتحدة في المحيط الهادئ حينها تهديدًا أكبر للممتلكات الاستعمارية المتبقية لإسبانيا.
أعلنت الولايات المتحدة الحرب ضد إسبانيا في عام 1898، وذلك مع استمرارها في توسيع قوتها الاقتصادية والعسكرية في المحيط الهادئ. دمر الأدميرال ديوي الأسطول الإسباني في مانيلا خلال الحرب الإسبانية الأمريكية، ونزلت القوات الأمريكية في الفلبين. وافقت إسبانيا في وقت لاحق بموجب معاهدة على التنازل عن الفلبين في آسيا وغوام في المحيط الهادئ. تنازلت إسبانيا عن بورتوريكو للولايات المتحدة في منطقة البحر الكاريبي. شكلت الحرب نهاية للحكم الإسباني في كوبا، والتي كان من المقرر منحها الاستقلال الاسمي، ولكنها ظلت متأثرة بشدة بالحكومة الأمريكية والمصالح التجارية الأمريكية. احتلت الولايات المتحدة القواعد الاستيطانية الصغيرة في المحيط الهادئ في جزيرة ويك بعد عام واحد من معاهدة مع إسبانيا.
أراد الفلبينيون، الذين ساعدوا القوات الأمريكية في محاربة الإسبان، إقامة دولة مستقلة، وأعلنوا الاستقلال عن إسبانيا في 12 يونيو عام 1898. اندلع القتال بين القوميين الفلبينيين والولايات المتحدة في عام 1899؛ واستغرقت الولايات المتحدة حوالي خمسة عشر عامًا لقمع التمرد بالكامل. أرسلت الولايات المتحدة 70000 جندي ونتج عن ذلك الآلاف من الضحايا. عانى المتمردون الفلبينيون من خسائر أكبر بكثير من خسائر الأمريكيين؛ وكان معظم ضحايا الحرب من المدنيين الذين ماتوا بالأساس بسبب المرض.
تضمنت أغلب الهجمات الأمريكية على الريف حملات الأرض المحروقة، إذ حُرِقت قرى بأكملها ودُمِّرت، وحُشِد المدنيين في معسكرات عُرِفت باسم «المناطق المحمية». توفي معظم هؤلاء الضحايا المدنيين بسبب المرض والمجاعة. أدت تقارير إعدام الجنود الأمريكيين الذين أسرهم الفلبينيون إلى تنفيذ القوات الأمريكية أعمال انتقامية غير متناسبة.
قاتل مسلمو مورو ضد الأمريكيين في تمرد مورو. وصف دين سي. ورسستر، وزير الداخلية الأمريكي للفلبين (1901-1913) «نظام الحضارة والتحسين الذي بدأ مع الاحتلال الأمريكي، وأسفر عن تطوير المتوحشين العراة إلى رجال مثقفين ومتعلمين». عارض بعض الأمريكيين، مثل مارك توين، في عام 1914 التدخل/الإمبريالية الأمريكيين في الفلبين بشدة، مما أدى إلى التخلي عن محاولات بناء قاعدة بحرية أمريكية دائمة واستخدامها كنقطة دخول إلى السوق الصينية. ضمن الكونغرس في عام 1916 استقلال الفلبين بحلول عام 1945.

## الحرب العالمية الأولى: تغييرات في الإمبريالية
تسببت الحرب العالمية الأولى في سقوط العديد من الإمبراطوريات في أوروبا. كان لهذا تداعيات في جميع أنحاء العالم. تضمنت القوى المركزية المهزومة ألمانيا والإمبراطورية العثمانية التركية. فقدت ألمانيا كل مستعمراتها في آسيا. أصبحت غينيا الجديدة الألمانية، وهي جزء من بابوا غينيا الجديدة، تحت حكم أستراليا. أصبحت الممتلكات والامتيازات الألمانية في الصين، بما في ذلك تشينغداو، موضوعًا للجدل خلال مؤتمر باريس للسلام، وذلك عندما وافقت حكومة بييانغ في الصين على التنازل عن هذه المصالح لليابان، مما أثار غضب العديد من الصينيين. تنازل الدبلوماسيون الصينيون عن هذه المصالح لليابان بدعم من الولايات المتحدة والمملكة المتحدة، وذلك على الرغم من رفضهم التوقيع على الاتفاقية.
تخلت تركيا عن مقاطعاتها، وأصبحت سوريا وفلسطين وبلاد الرافدين (العراق الآن) تحت السيطرة الفرنسية والبريطانية أي تحت انتداب عصبة الأمم. قدم اكتشاف النفط أولًا في إيران ثم في الأراضي العربية في منطقة ما بين الحربين تركيزًا جديدًا للنشاط من جانب المملكة المتحدة وفرنسا والولايات المتحدة.